# 1832 (numero)
Milleottocentotrentadue (1832) è il numero naturale dopo il 1831 e prima del 1833.

## Proprietà matematiche
- È un numero pari.
- È un numero composto da 8 divisori: 1, 2, 4, 8, 229, 458, 916, 1832. Poiché la somma dei suoi divisori (escluso il numero stesso) è 1618 < 1832, è un numero difettivo.
- È un numero palindromo nel sistema posizionale a base 7 (5225).
- È un numero rifattorizzabile in quanto divisibile per il numero dei propri divisori.
- È esprimibile in un solo modo come somma di due quadrati: 1832 = 1156 + 676 = 342 + 262.
- È un numero odioso.
- È parte delle terne pitagoriche (480, 1768, 1832), (1374, 1832, 2290), (1832, 3435, 3893), (1832, 52545, 52457), (1832, 104874, 104890), (1832, 209760, 209768), (1832, 419526, 419530), (1832, 839055, 839057).

## Astronomia
- 1832 Mrkos è un asteroide della fascia principale del sistema solare.

## Astronautica
- Cosmos 1832 è un satellite artificiale russo.